# Drew Carey
Drew Allison Carey (ur. 23 maja 1958 w Cleveland) – amerykański komik i aktor, rozpoznawany dzięki krótkiej fryzurze i okularom w stylu "Buddy Holly".
Po służbie w Marynarce wojennej Stanów Zjednoczonych i rozreklamowaniu siebie jako Stand-up komika, Carey zyskał popularność występując w jego sitcomie The Drew Carey Show i jako producent Whose Line Is It Anyway?. Carey wystąpił w kilku filmach i serialach, oraz napisał autobiografię pt. "Dirty Jokes and Beer: Stories of the Unrefined" (Świńskie żarty i piwo: Opowiadania Niewybrednego). Carey prowadził show "Power of 10" (Pol. – "Strzał w 10") i 23 lipca 2007 w Late Show with David Letterman przyznał, że Bob Barker będzie ponownie prowadził The Price Is Right. W 2010 roku nastąpiła wielka zmiana. Drew schudł o 36 kg i nie jest już cukrzykiem.
Aktualnie (premiera 11 kwietnia 2011) Drew Carey prowadzi swój własny show Drew Carey's Improv-A-Ganza na kanale GSN.
Określa siebie jako libertarianina. W wywiadzie dla gazety Time z 7 sierpnia 2007 powiedział: "nigdy nie sądziłem, że jestem libertarianinem, do czasu kiedy zajrzałem do magazynu Reason i zauważyłem, że zgadzam się ze wszystkim co napisali".